# Christuskirche (Eislingen an der Fils)

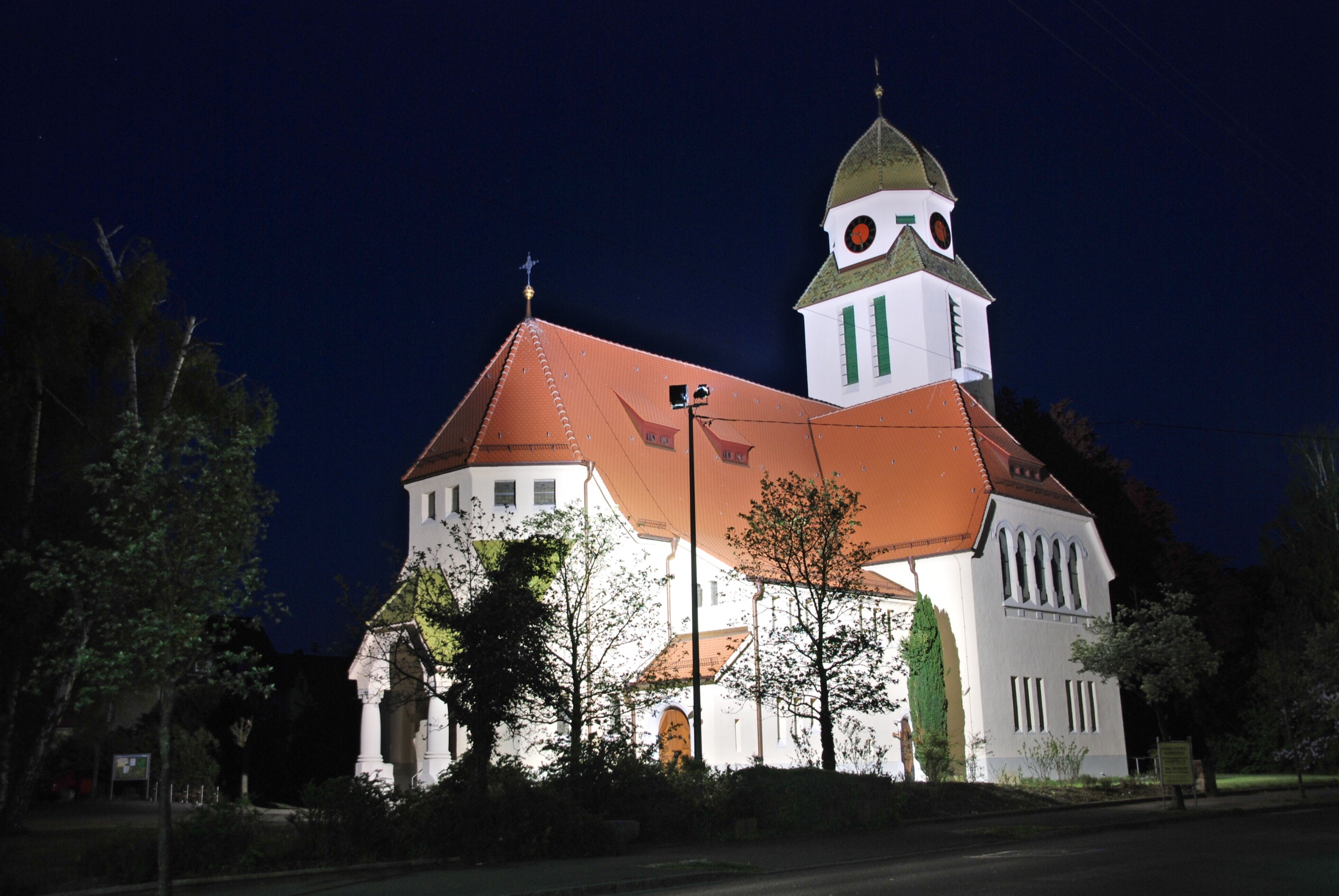
Christuskirche in Eislingen

Die evangelische Christuskirche steht in Eislingen/Fils, einer Großen Kreisstadt im Landkreis Göppingen in Baden-Württemberg. Das Bauwerk ist beim Landesamt für Denkmalpflege Baden-Württemberg als Baudenkmal unter der Nr. 083.004 eingetragen. Die Christuskirchengemeinde gehört zum Kirchenbezirk Göppingen der Evangelischen Landeskirche in Württemberg.

## Beschreibung
Die Saalkirche wurde 1906 nach einem Entwurf von Richard Böklen unter Mitarbeit von Carl Feil im Jugendstil errichtet. Sie besteht aus dem asymmetrischen, im Westen dreiseitig geschlossenen Langhaus mit einem südlichen Querarm und dem Chorturm auf quadratischem Grundriss im Osten, in dessen Glockenstuhl seit 1951 drei Kirchenglocken hängen. Das Pyramidendach des Turms trägt einen achteckigen Aufsatz, der mit einer achtseitigen Glockenhaube bedeckt ist; an vier Seiten ist ein Zifferblatt der Turmuhr angebracht. Im Westen befindet sich ein dreiseitig geschlossener Anbau, in dessen Mitte sich das überdachte Portal befindet. 
Der Innenraum, vor allem der des Chors im Erdgeschoss des Chorturms, wurde 1963/64 nach einem Entwurf von Rudolf Yelin dem Jüngeren stark verändert, indem er mit neuen Prinzipalien ausgestattet wurde. Von Friedrich von Keller stammt das Gemälde der Bergpredigt über den Fenstern im Chor. Die Orgel wurde 1906 von der Giengener Orgelmanufaktur Gebr. Link gebaut.